# Аджиде, Аканде
Оласунканми Аканде Аджиде (англ. Olasunkanmi Akande Ajide; род. 24 декабря 1985 года в Лагосе) — нигерийский футболист, полузащитник. Провёл один матч за сборную Нигерии.

## Клубная карьера
Аканде начинал свою карьеру в нигерийском клубе «Юлиус Бергер». Затем он числился в молодёжных командах «Реджаны», «Милана» и «Ромы».
За «Рому» Аканде провёл только один матч, который состоялся 16 мая 2004 года с «Сампдорией». Сезон 2004/05 он провёл в арендах: сначала в «Венеции», а затем в «Андрии».
Летом 2005 года нигериец перешёл в «Беллинцону» на правах свободного агента. В своём первом сезоне за новый клуб он забил шесть мячей. Покинув «Беллинцону», Аджиде перебрался в «Локарно», в составе которого провёл два сезона.
После ухода из «Локарно», Аканде провёл два года без футбола, а затем продолжил свою футбольную карьеру в скромных швейцарских клубах из низших дивизионов.
За сборную Нигерии футболист провёл одну игру.